# James Blake
För den brittiska musikern, se James Blake (musiker).

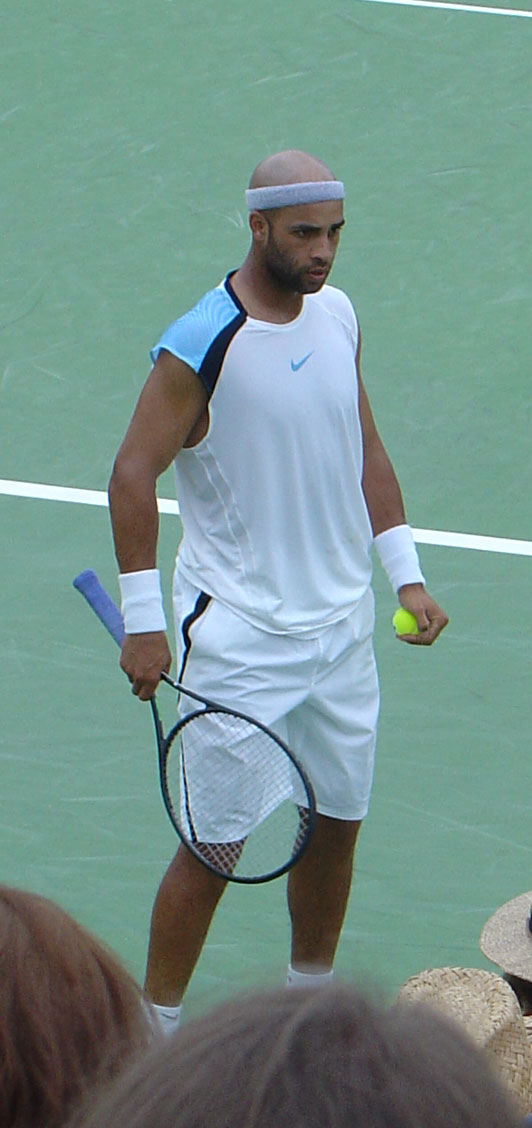
James Blake i Australiska öppna år 2006

James Blake, född 28 december 1979 i Yonkers, New York, är en amerikansk högerhänt före detta tennisspelare. 
Blake var känd som en storväxt, snabb spelare med mycket bra spelsinne men hans bästa slag var hans stenhårda forehand samt en serve som gav honom mycket gratis. 
Han spelade Davis Cup för USA mellan 2001 och 2009 och år 2006 rankades han som nummer 4 i världen och blev därmed den högst rankade afroamerikanen sedan Arthur Ashe.
Blake vann tio singeltitlar på ATP-touren och i Grand Slam-sammanhang nådde han tre kvartsfinaler i US Open och Australiska öppna som bäst. 
Han avslutade sin karriär efter att ha förlorat i den första omgången av US Open 2013.

## Titlar

### Singel
- 2002: Washington D.C.
- 2005: New Haven, Stockholm
- 2006: Sydney, Las Vegas, Indianapolis, Bangkok, Stockholm Open
- 2007: Sydney, New Haven

### Dubbel
- 1999: Winnetka
- 2001: Birmingham
- 2002: Cincinnati
- 2003: Scottsdale
- 2004: San Jose, Houston, München